# IC 1102
IC 1102 ist eine Spiralgalaxie vom Hubble-Typ Sb im Sternbild Jungfrau am Nordsternhimmel. Das Objekt besitzt einen aktiven Galaxienkern und ist als Seyfertgalaxie klassifiziert. Sie ist schätzungsweise 564 Millionen Lichtjahre von der Milchstraße entfernt.
Das Objekt wurde am 24. Juni 1891 von Lewis Swift entdeckt.